# Stieltjeskanaal (kanaal)
Het Stieltjeskanaal (Drents: Stieltieskanaol) is een kanaal in de Nederlandse provincie Drenthe dat loopt van de stadsgracht van Coevorden naar de Verlengde Hoogeveensche Vaart in Nieuw-Amsterdam.

## Geschiedenis
De waterloop is aangelegd tussen 1880 en 1884. Het Stieltjeskanaal werd in november 1884 voor de
scheepvaart opengesteld.

Het kanaal dankt zijn naam aan Thomas Johannes Stieltjes, die zich inzette voor de aanleg ervan.
Op 31 maart 2017 werd in de kofferbak van een auto die deels in het kanaal hing het lichaam van een 31-jarige man gevonden die door mishandeling om het leven was gekomen. Deze tot op heden onopgeloste zaak is bekend als de kofferbakmoord. In 2011 werd op dezelfde plek een auto met het lichaam van een 5 jaar eerder verdwenen man gevonden.

## Trivia
- Aan het kanaal ligt een plaats met dezelfde naam.
- De ophaalbrug in de voormalige Olielijn naar Schoonebeek is bij de opheffing van deze spoorlijn behouden gebleven en staat permanent open. Deze brug dateert uit de jaren '70. Bij de verbreding van het kanaal werd de originele spoorbrug vervangen.